# Les Marots
Les Marots est un quartier situé au nord-ouest de la ville de Troyes. 
Le quartier dispose d'une école maternelle et primaire Charles Chevalier ainsi que d'une médiathèque. 